# Verwaltungsgemeinschaft Eichsfeld-Südharz

Lage der ehemaligen Verwaltungsgemeinschaft im Landkreis Eichsfeld

In der Verwaltungsgemeinschaft Eichsfeld-Südharz im thüringischen Landkreis Eichsfeld hatten sich neun Gemeinden zur Erledigung ihrer Verwaltungsgeschäfte zusammengeschlossen. Vor ihrer Auflösung lebten dort 9316 Einwohner (Stand: 31. Dezember 2007) auf einer Fläche von 125,85 km². Sitz der Verwaltungsgemeinschaft war Weißenborn-Lüderode.

## Gemeinden
Nachfolgend die ehemaligen neun Mitgliedsgemeinden und deren Einwohnerzahl in Klammern (Stand: 31. Dezember 2007):
1. Am Ohmberg (4.081)
2. Bockelnhagen (454)
3. Holungen (931)
4. Jützenbach (564)
5. Silkerode (440)
6. Steinrode (521)
7. Stöckey (423)
8. Weißenborn-Lüderode (1.469)
9. Zwinge (433)

## Geschichte
Die Verwaltungsgemeinschaft wurde am 31. Juli 1991 gegründet. Am 20. August 1993 kamen die drei Gemeinden der Verwaltungsgemeinschaft Obere Bode nach deren Auflösung hinzu. Durch den Zusammenschluss der Gemeinden Bischofferode, Großbodungen und Neustadt zur Gemeinde Am Ohmberg am 1. Dezember 2010 verringerte sich die Anzahl der Mitgliedsgemeinden von elf auf neun. Die acht übrigen Gemeinden schlossen sich am 1. Dezember 2011 zur neuen Gemeinde Sonnenstein zusammen; die Verwaltungsgemeinschaft wurde damit aufgelöst.